# Медаль Брауэра

Медаль Брауэра (англ. Brouwer Medal, нидерл. Brouwermedaille) — совместная награда Голландского математического общества и Нидерландской королевской академии наук, названа в честь Лёйтзена Брауэра. Вручается раз в три года на ежегодном съезде общества по одной из областей математики, при вручении медали лауреат читает лекцию. Медаль была золотой, но из-за экономических трудностей в 2011 году была изготовлена из серебра с позолотой.

## Лауреаты
- 1970 — Рене Фредерик Том
- 1973 — Абрахам Робинсон
- 1978 — Арман Борель
- 1981 — Харри Кестен[англ.]
- 1984 — Юрген Курт Мозер
- 1987 — Юрий Иванович Манин
- 1990 — Уолтер Уонхэм
- 1993 — Ласло Ловас
- 1996 — Вольфганг Хакбуш[англ.]
- 1999 — Джордж Люстиг[4]
- 2002 — Майкл Айзенман[англ.][5]
- 2005 — Люсьен Бирже[нем.][6]
- 2008 — Филипп Гриффитс[7][8][9]
- 2011 — Ким Плофкер[англ.][10]
- 2014 — Джон Матер[англ.][11]
- 2017 — Кен Райбет[англ.]
- 2020 — Дэвид Алдоус[англ.][12]
- 2023 — Эва Тардош